# The Coca-Cola Company
 (транскр.  Кока-кола кампани) америчка је мултинационална компанија специјализована за безалкохолна пића. Ово је једна од највећих америчких компанија чији је углед и популарност познат широм света.
Производња кока-коле у Србији датира од 1968. године када се отвара прва фабрика Coca-Cola HBC у Земуну близу насеља Батајница.
Кока-кола је безалкохолно газирано пиће и истоимена мултинационална компанија са седиштем у Атланти, граду у којем је Џон С. Пембертон дана 8. маја 1886. године продао прву претечу овог пића справљену од сирупа и газиране воде.
Пића која производи Кока-кола компанија су:
- Coca-Cola
- Mexican Coke
- New Coke
- Caffeine-Free Coca-Cola
- Coca-Cola Cherry
- Coca-Cola with Lime
- Coca-Cola Vanilla
- Coca-Cola Citra
- Coca-Cola Black Cherry Vanilla
- Coca-Cola BlāK
- Coca-Cola with Lemon
- Coca-Cola Raspberry
- Coca-Cola Orange
- Diet Coke
- Coca-Cola C2
- Coca-Cola Zero
- Coca-Cola Life
- Coca-Cola Light Sango
- Diet Coke Plus